# Opisthacanthus diremptus
Espèce
Synonymes
- Hormurus diremptus Karsch, 1879
- Hormurus asiaticus Keyserling, 1885
- Opisthacanthus aequispinus Kraepelin, 1911

Opisthacanthus diremptus est une espèce de scorpions de la famille des Hormuridae.

## Distribution
Cette espèce est endémique d'Afrique du Sud.

## Description
Le mâle décrit par Lourenço en 1987 mesure 65 mm et la femelle 65 mm.

## Systématique et taxinomie
Cette espèce a été décrite sous le protonyme Hormurus diremptus par Karsch en 1879. Elle est placée dans le genre Opisthacanthus par Kraepelin en 1911.

## Publication originale
- Karsch, 1879 : Skorpionologische Beiträge. II. Mittheilungen des Münchener Entomologischen Vereins, vol. 3, no 2, p. 97-136 (texte intégral).